# Želimlje
Želimlje – wieś w Słowenii, w gminie Škofljica. W 2018 roku liczyła 463 mieszkańców.